# 4666 Dietz
4666 Dietz este un asteroid din centura principală, descoperit pe 4 mai 1986 de Carolyn Shoemaker.